# Marionina atrata
Marionina atrata är en ringmaskart som beskrevs av Bretscher 1903. Marionina atrata ingår i släktet Marionina och familjen småringmaskar. Inga underarter finns listade i Catalogue of Life.